# ブダペスト地下鉄1号線
ブダペスト地下鉄1号線は、ブダペスト地下鉄の路線。ハンガリー語の名称はMillenniumi Földalatti Vasút（ミレニアム地下鉄道）だが、M1とも表記される。

## 概要
1896年開業のユーラシア大陸初、ロンドン地下鉄に次ぐ史上2番目の地下鉄である（イスタンブールのテュネルを地下鉄ではなく地下ケーブルカーとして除外した場合）。アンドラーシ通りの地下を走っており、現在はともに世界遺産に登録されている。

## 歴史
建設は1894年に始まり、ハンガリー建国千年祭の1896年に開通した。都心のヴェレシュマルティ広場から公園であるヴァーロシュリゲット (Városliget) まで、アンドラーシ通りの地下を走る。1973年には延伸されている。
- 1896年5月2日: Gizella tér (現ヴェレシュマルティ広場駅) - Artézi fürdő (現セーチェニ温泉駅)
- 1973年: セーチェニ温泉駅 - メキシコ通り駅

## ギャラリー

アンドラーシ通りと当路線 (1896)
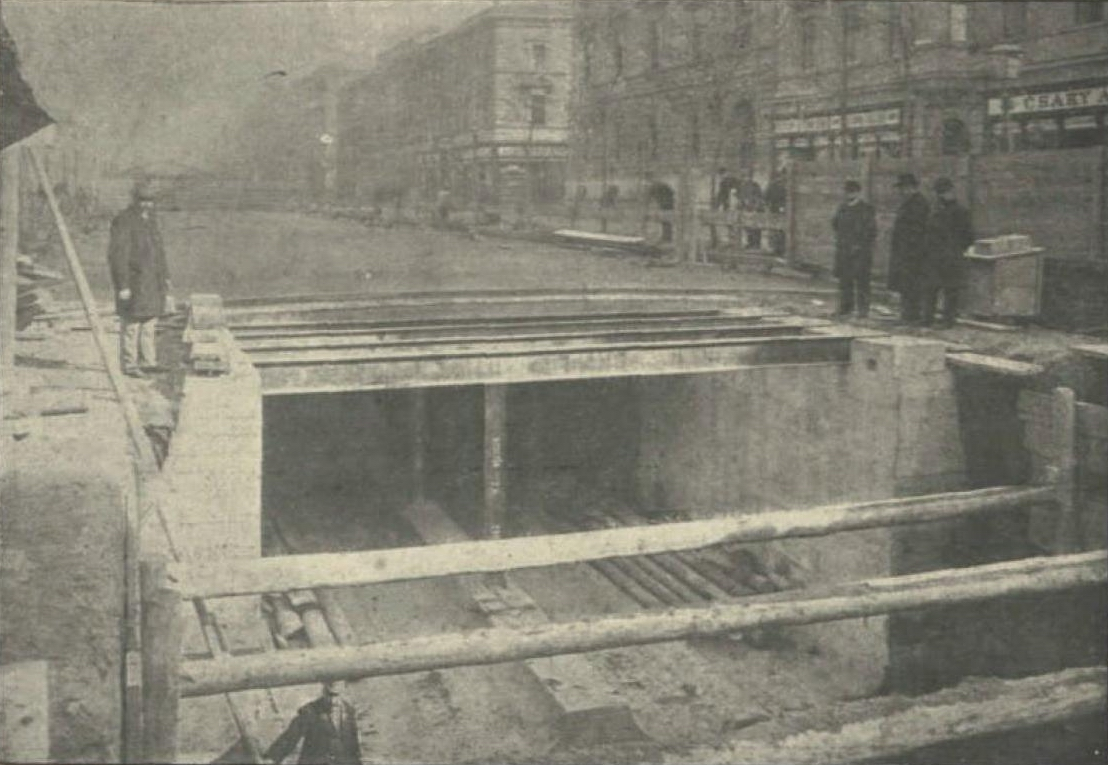
建設中の様子
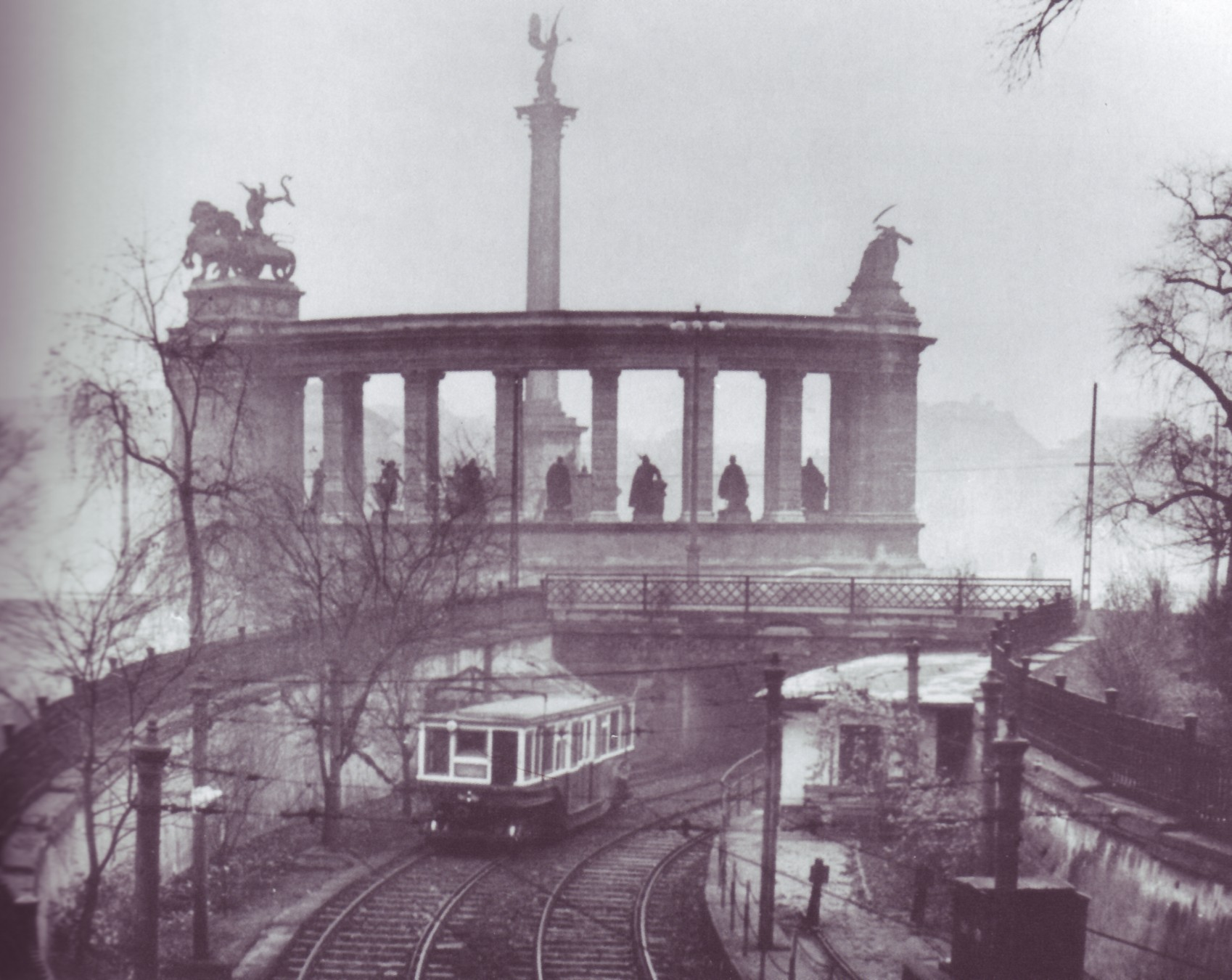
英雄広場近くを走る列車 (1973年以前の様子)
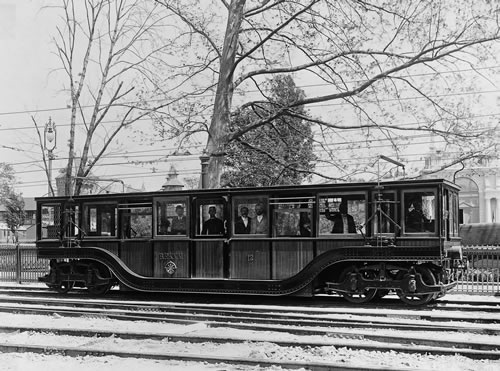
初期の車両
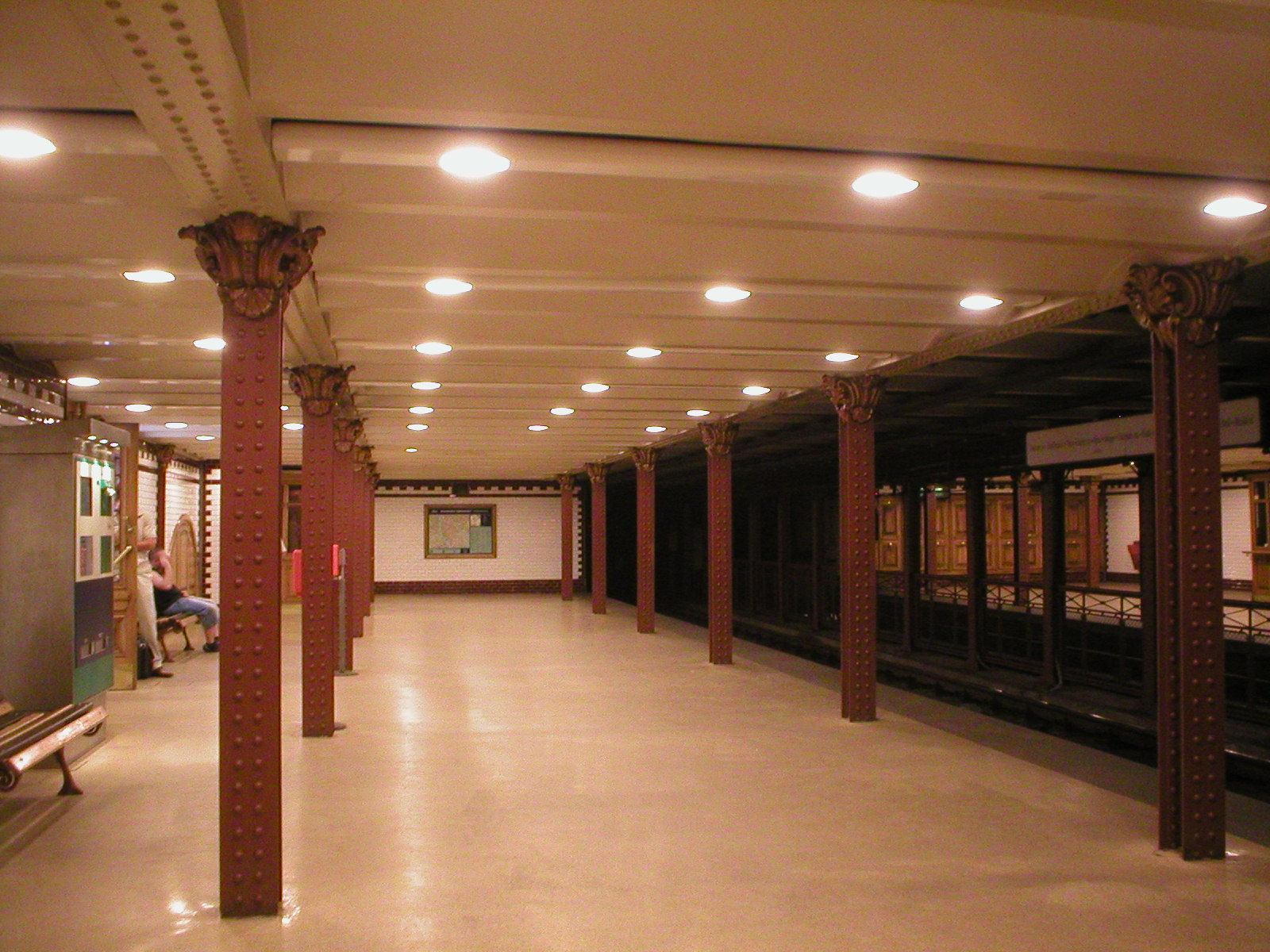
オペラ駅
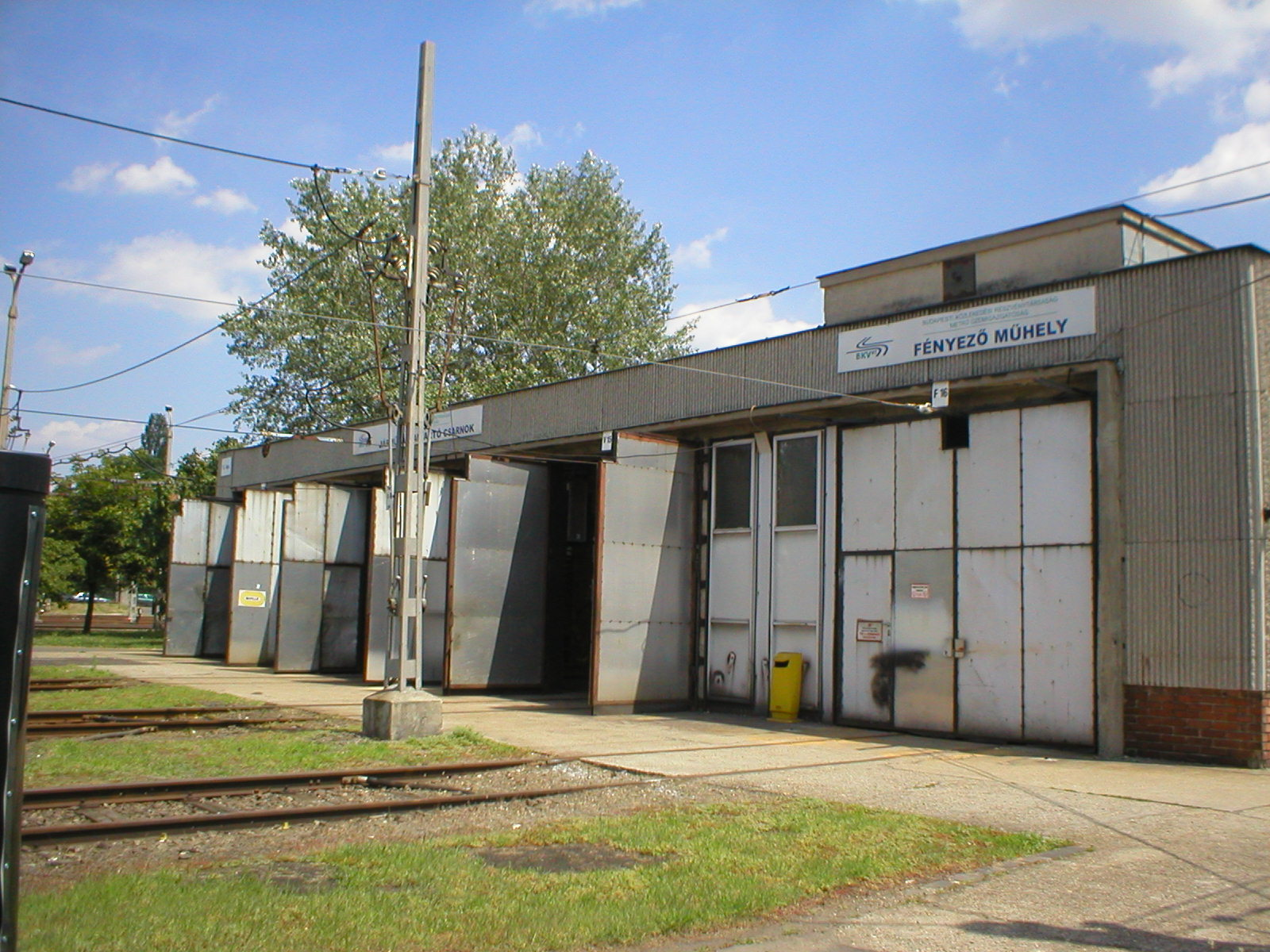
車庫
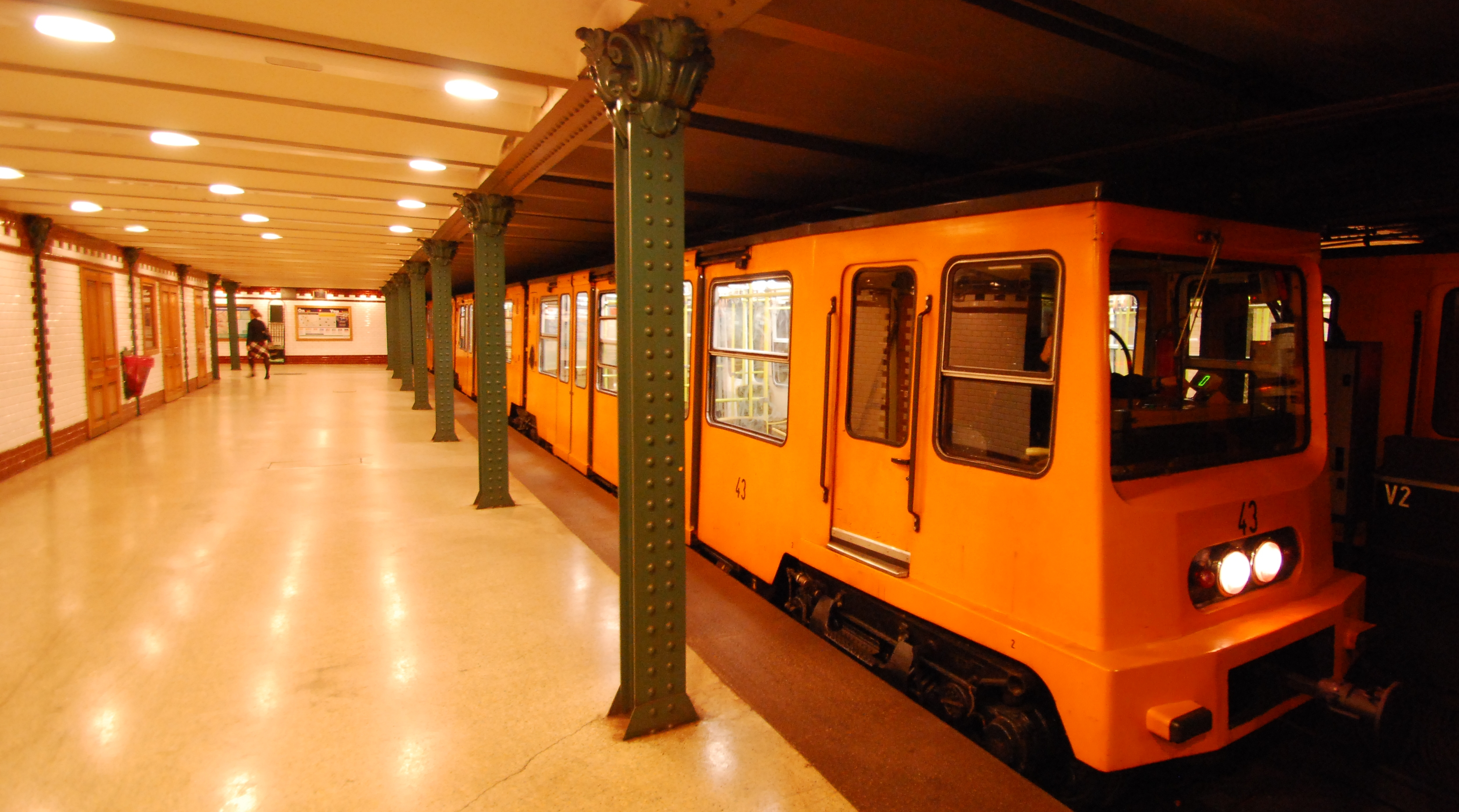
ヴェレシュマルティ広場駅

## 駅一覧
| 駅名                       | 英語名               | 乗換路線 |
| -------------------------- | -------------------- | -------- |
| ヴェレシュマルティ広場駅   | Vörösmarty tér       |          |
| デアーク・フェレンツ広場駅 | Deák Ferenc tér      | M2、M3   |
| バイチ・ジリンスキ通り駅   | Bajcsy-Zsilinszky út |          |
| オペラ駅                   | Opera                |          |
| オクトゴン駅               | Oktogon              |          |
| ヴェレシュマルティ通り駅   | Vörösmarty utca      |          |
| コダーイ円形広場駅         | Kodály körönd        |          |
| バイザ通り駅               | Bajza utca           |          |
| 英雄広場駅                 | Hősök tere           |          |
| セーチェーニ温泉駅         | Széchenyi fürdő      |          |
| メキシコ通り駅             | Mexikói út           |          |